# Tchamba Nzassi
Tchamba Nzassi est un district du département de Pointe-Noire depuis 2011.
Avant cette date, le district faisait partie du département de Kouilou.
Le siège administratif de ce district se situe dans la communauté urbaine portant le même nom.